# Mobile Suit Gundam SEED Destiny
Mobile Suit Gundam SEED Destiny (機動戦士ガンダム SEED Destiny?, Kidō senshi Gandamu Shīdo Desutinī, lett. "Guerriero Mobile Gundam SEED Destiny") è la stagione 2 serie televisiva anime prodotta da Sunrise e appartiene alle metaserie di Gundam. Essa si svolge in una linea temporale alternativa chiamata Cosmic Era.
La serie è ambientata due anni dopo il termine della precedente serie Mobile Suit Gundam SEED e presenta molti personaggi della serie precedente, ma introducendo anche nuovi personaggi in ruoli principali. È composta da 50 episodi trasmessi in Giappone a partire dal 9 ottobre 2004 fino al 1º ottobre 2005 sulle stazioni televisive della Japan News Network.

## Trama
73 C.E: Dopo la fine della guerra tra Natural e Coordinator, le tensioni tra le due razze sono ai massimi storici. Durante un incontro tra il presidente di Plant Gilbert Dullinda, e il rappresentante di Orb,Cagalli Yula Athha, un'unità di soldati dirotta i Gundam di nuova concezione di Zaft. Il soldato Zaft Shinn Asuka insieme ai suoi compagni della nave Minerva di Zaft tentano di dissuadere il dirottamento. Con l'assistenza della guardia del corpo di Cagalli, Athrun Zala, la Minerva insegue la nave sconosciuta che ha dirottato i Gundam fino a quando si verifica un problema ancora maggiore che porta all'inizio di una nuova guerra.

## Cast
- Athrun Zala - Akira Ishida
- Auel Neider - Masakazu Morita
- Andrew Waltfeld - Ryōtarō Okiayu
- Arthur Trine - Hiroki Takahashi
- Cagalli Yula Athha - Naomi Shindō
- Dearka Elthman - Akira Sasanuma
- Gilbert Dullindal - Shūichi Ikeda
- Heine Westenfluss - Takanori Nishikawa (T.M. Revolution)
- Ian Lee - Tadahisa Saizen
- Jona Roma Saran - Kenji Nojima
- Kira Yamato - Sōichirō Hoshi
- Lacus Clyne - Rie Tanaka
- Lord Djibril - Hori Hideyuki
- Lunamaria Hawke - Maaya Sakamoto
- Reverend Malchio - Kazuya Nakai
- Mayu Asuka - Maaya Sakamoto
- Meer Campbell - Rie Tanaka
- Meyrin Hawke - Fumiko Orikasa
- Miriallia Haw - Megumi Toyoguchi
- Murrue Ramius, Narrator, Haro - Kotono Mitsuishi
- Mad Abes - Taiten Kusunoki
- Neo Lorrnoke - Takehito Koyasu
- Rey Za Burrel - Toshihiko Seki
- Shinn Asuka - Ken'ichi Suzumura
- Stellar Loussier - Hōko Kuwashima
- Sting Oakley - Jun'ichi Suwabe
- Talia Gladys - Mami Koyama
- Colonel Todaka - Kazuya Ichijō
- Unato Ema Saran - Hiroshi Matsumoto
- Vino Dupre - Hisafumi Oda
- Yzak Joule - Tomokazu Seki
- Yolant Kent - Sugita Tomokazu

## Staff
- Regista: Fukuda Mitsuo
- Sceneggiatore: Morosawa Chiaki
- Character Designer: Hirai Hisashi
- Mechanical Designer: Okawara Kunio, Yamane Kimitoshi
- Design Works: Fujioka Kenki
- Direttore artistico: Ikeda Shigemi
- Direttore dei suoni: Fujino Sadayoshi
- Musiche: Sahashi Toshihiko
- Produttore: Takeda Seiji (MBS), Sato Hiroyuki (Sunrise)

## Musiche
Sigle di apertura
- Ignited di T.M. Revolution (ep. 1-13)
- Pride di High and Mighty Color (ep. 14-24)
- Bokutachi No Yukue di Hitomi Takahashi (ep. 25-37)
- Wings Of Words di Chemistry (ep.38-50)

Sigle di chiusura
- Reason di Nami Tamaki (ep. 1-13)
- Life Goes On di Mika Arisaka (ep. 14-25)
- I Wanna Go to a Place... di Rie Fu (ep. 26-37)
- Kimi wa boku ni niteiru (You Resemble Me) di See-Saw (38-50)

Altre musiche
- Mizu no Akashi (Token Of Water) di Tanaka Rie
- Fields of Hope di Tanaka Rie
- METEOR di T.M. Revolution
- Quiet Night C.E. 73 di Tanaka Rie
- Shinkai no Kodoku (Il profondo mare della solitudine) by Kuwashima Houko
- Vestige di T.M. Revolution
- Honoo No Tobira (Porta di Fiamme) di FictionJunction YUUKA
- Emotion di Tanaka Rie